# Armoriale dei comuni del Calvados
Questa pagina contiene le armi (stemma e blasonatura) dei comuni del Calvados.
| Stemma | Nome del comune e blasonatura |
| ------ | --- |
|        | Amayé-sur-Seulles De sinople à trois jumelles ondées d'argent posées en fasce, accompagnées de trois quintefeuilles d'or (di verde, a tre gemelle ondate d'argento poste in fascia, accompagnate da tre cinquefoglie d'oro) |
|        | Arromanches-les-Bains D'azur, à l'ancre d'or chargée d'une étoile d'argent accompagnée de deux chaînes brisées au naturel mouvant des cantons du chef vers l'étoile; au chef de gueules chargé d'un léopard d'or armé et lampassé d'azur (d'azzurro, all'ancora d'oro caricata da una stella d'argento accompagnata da due catene spezzate al naturale moventi dai cantoni del capo verso la stella; al capo di rosso caricato da un leopardo d'oro armato e lampassato d'azzurro)                                                                                |
|        | Balleroy écartelé : au premier et au quatrième d'azur au sautoir engrêlé d'or cantonné de quatre besants du même, au deuxième et au troisième d'argent aux trois cœurs de gueules (inquartato: nel 1º e 4º d'azzurro, al decusse spinato d'oro, accantonato da quattro bisanti dello stesso; nel 2º e 3º d'argento, a tre cuori di rosso) |
|        | Bayeux De gueules au léopard d'or, accompagné en chef d'un B à dextre et d'un X à senestre du même (di rosso, al leopardo d'oro, accompagnato in capo da una B a destra e da una X a sinistra dello stesso) |
|        | Bénouville De sable au chevron d'or accompagné en chef d'un croissant d'argent à dextre et d'une étoile à six rais d'or à senestre et en pointe d'un lion du même lampassé de gueules (di nero, allo scaglione d'oro, accompagnato in capo da un crescente d'argento a destra, e da una stella a sei raggi d'oro a sinistra, e in punta da un leopardo illeonito dello stesso, lampassato di rosso) |
|        | Bernières-sur-Mer D'azur au voilier contourné d'argent, sur des ondes du même, surmonté de trois croisettes d'or (d'azzurro, al veliero rivoltato d'argento, sostenuto da onde dello stesso, e sormontato da tre crocette d'oro, ordinate in fascia) |
|        | Bissières D'or au lion de gueules, au chef d'azur chargé d'un croissant d'argent accosté de deux étoiles du champ (d'oro, al leone di rosso, al capo d'azzurro caricato da un crescente d'argento accostato da due stelle del campo) |
|        | Blonville-sur-Mer D'azur à la bande cousue de gueules chargée d'un léopard d'or, accompagnée en chef à senestre d'une étoile d'argent à sept rais et en pointe à dextre de trois besants aussi d'or ordonnés en orle (d'azzurro, alla banda di rosso caricata da un leopardo d'oro, accompagnata nel capo a sinistra da una stella d'argento a sette raggi, e in punta a destra da tre bisanti ordinati in orlo) |
|        | Bretteville-sur-Laize d'argent à l'arbre arraché au naturel adextré d'une tierce alésée ondée d'azur, au chef de gueules chargé d'un léopard d'or (d'argento, all'albero sradicato al naturale, addestrato da una terza scorciata ondata d'azzurro; al capo di rosso, caricato di un leopardo d'oro) |
|        | Caen De gueules au château donjonné d'une tour crénelée d'or, le tout ouvert, ajouré et maçonné de sable (di rosso, al castello torricellato da una torre merlata d'oro, il tutto aperto, finestrato e murato di nero) |
|        | Cambremer De goules à l'aigle bicéphale d'or (di rosso, all'aquila bicipite d'oro) |
|        | Caumont-l'Éventé D'azur à la croix d'argent, chargée en coeur d'une gelinotte de sable allumee d'or et cantonnée de quatre besants d'or (d'azzurro, alla croce d'argento caricata nel cuore da un francolino di nero illuminato d'oro e accantonata a quattro bisanti) |
|        | Colombelles D'azur à trois colombelles d'argent posées deux et une et à la roue dentée d'or posée en coeur, au chef de gueules chargé d'un léopard d'or lampassé et armé d'azur (d'azzurro, a tre colombe d'argento poste 2 e 1 e alla ruota dentata d'oro posta in cuore, al capo di rosso caricato di un leopardo d'oro armato e lampassato d'azzurro) |
|        | Condé-sur-Noireau D'azur à la fleur de lys d'argent (d'azzurro, al giglio d'argento) |
|        | Cottun De sable à la croix échiquetée d'or et de gueules, de deux tires, cantonnée de quatre têtes d'aigle d'argent (di nero, alla croce scaccata d'oro e di rosso, di due tiri, accantonata da quattro teste d'aquila d'argento) |
|        | Courseulles-sur-Mer d'or au chevron de sable chargé de trois coquilles à plomb d'argent, au chef parti d'azur et de gueules chargé d'une étoile aussi d'argent brochant sur la partition (d'oro, allo scaglione di nero, caricato di tre conchiglie a piombo d'argento; al capo partito d'azzurro e di rosso, caricato da una stella pure d'argento attraversante sulla partizione) |
|        | Creully D'argent à trois lionceaux de gueules, 2 et 1 (d'argento, a tre lioncelli di rosso, 2 e 1) |
|        | Culey-le-Patry de gueules, à 42 besants d'or rangés en 7 tires de 6, et a trois quintefeuilles d'argent brochant sur le tout (di rosso, a 42 bisanti d'oro disposti in sei pali da sette ciascuno, a tre cinquefoglie d'argento attraversanti) |
|        | Deauville D'azur au pal d'argent chargé de trois tours crénelées de gueules et accompagné de quatre pattes de lion d'or mouvant des flancs de l'écu, deux à dextre en barre et deux à senestre en bande; au chef de gueules chargé d'un léopard d'or armé et lampassé d'azur (d'azzurro, al palo d'argento caricato da tre torri merlate di rosso e accompagnato da quattro zampe di leone d'oro moventi dai fianchi dello scudo, due a destra in sbarra e due a sinistra in banda; al capo di rosso caricato da un leopardo d'oro armato e lampassato d'azzurro) |
|        | Dives-sur-Mer De gueules à la tour crénelée d'argent ouverte, ajourée et maçonnée de sable, au chef d'azur chargé d'une couronne ducale d'or, accompagnée de deux besants de même (di rosso, alla torre merlata d'argento, aperta, finestrata e murata di nero, al capo d'azzurro caricato da una corona ducale d'oro, accompagnata da due bisanti dello stesso) |
|        | Douvres-la-Délivrande Tranché, à dextre, de gueules à l'aigle d'or à double tête avec les ailes déployées; à senestre, d'azur, à la madonne d'argent (trinciato, a destra, di rosso all'aquila d'oro bicefala con le ali spiegate; a sinistra, d'azzurro, alla madonna d'argento) |
|        | Esquay-sur-Seulles de gueules à la fasce d'or accompagnée, en chef, de deux croissants d'argent et, en pointe, d'un lion léopardé du même (di rosso, alla fascia d'oro, accompagnata, in capo, da due crescenti d'argento e, in punta, da un leone illeopardito dello stesso) |
|        | Évrecy de gueules au chevron d'or auquel est appendu une croix de guerre 1939-1945 au naturel, accompagné, en chef à dextre, d'une crosse contournée senestrée d'une mitre, à senestre, d'une tour et, en pointe, d'une balance, le tout aussi d'or (di rosso, allo scaglione d'oro al quale è appesa una Croix de guerre 1939-1945 al naturale, accompagnato, in capo a destra, da un pastorale rivoltato sinistrato da una mitra, in capo a sinistra, da una torre e, in punta, da una bilancia, il tutto pure d'oro)                                           |
|        | Giberville d'azur à la roue dentée de sable bordée d'or, traversée de trois épis de blé du même posés en barre, au chef cousu de gueules chargé de deux léopards aussi d'or (d'azzurro, alla ruota dentata di nero, bordata d'oro, attraversata da tre spighe di grano dello stesso poste in sbarra; al capo cucito di rosso, caricato di due leopardi pure d'oro) |
|        | Graye-sur-Mer de sinople au chevron d'or accompagné, en chef, de deux trèfles du même et, en pointe, d'un besant d'argent bordé de gueules, chargé d'une ancre du même (di verde, allo scaglione d'oro accompagnato, in capo, da due trifogli dello stesso e, in punta, da un bisante d'argento bordato di rosso e caricato da un'ancora dello stesso) |
|        | Honfleur De gueules à la tour donjonnée d'argent, accostée de deux fleurs de lys d'or, au chef cousu d'azur chargé de trois fleurs de lys d'or (di rosso, alla torre torricellata d'argento, accostata da due gigli d'oro, al capo d'azzurro caricato da tre gigli d'oro) |
|        | Houlgate De gueules à la barre d'or chargée de trois coquilles de sable, accompagnée de deux léopards aussi d'or (di rosso, alla sbarra d'oro caricata da tre conchiglie di nero, accompagnata da due leopardi anch'essi d'oro) |
|        | Langrune-sur-Mer d'azur aux trois coquilles d'argent, à la bordure cousue de gueules chargée de neuf besants aussi d'argent (d'azzurro, a tre conchiglie d'argento; alla bordura cucita di rosso, caricata da nove bisanti pure d'argento) |
|        | Lisieux D'argent aux deux clefs de sable passées en sautoir, cantonnées de quatre étoiles du même, au chef d'azur chargé de trois fleurs de lys d'or (d'argento, a due chiavi di nero passate in decusse, accantonate da quattro stelle dello stesso, al capo d'azzurro caricato da tre gigli d'oro) |
|        | Luc-sur-Mer taillé : au premier de gueules aux deux lions léopardés d'or passant l'un sur l'autre, soutenus et adextrés d'une lettre L capitale du même, au second d'azur au drakkar d'argent accompagné d'une coquille du même en pointe (tagliato: nel 1º di rosso, a due leoni illeoparditi d'oro passanti l'uno sull'altro, sostenuti a destra da una lettera maiuscola L dello stesso; nel 2º d'azzurro al drakkar d'argento, accompagnato da una conchiglia dello stesso in punta)                                                                          |
|        | Manvieux de gueules aux six coquilles d'or ordonnées 3, 2 et 1, au chef cousu d'azur chargé d'un léopard aussi d'or (di rosso, a sei conchiglie d'oro ordinate 3, 2 e 1; al capo cucito d'azzurro, caricato di un leopardo pure d'oro) |
|        | Merville-Franceville-Plage Burelé ondé d'azur et d'argent, à l'hippocampe de gueules (burellato ondato d'azzurro e d'argento, all'ippocampo di rosso) |
|        | Orbec d'azur à la fleur de lys d'or, accompagnée de trois annelets du même (d'azzurro, al giglio d'oro, accompagnato da tre anelletti dello stesso) |
|        | Ouistreham Tiercé d'Angleterre, de Normandie et de Flandre, le lion de Flandre chargé en pal d'une crosse d'or, au chef d'azur chargé d'une coquille d'argent, d'une nef et d'une étoile à six branches de même (interzato d'Inghilterra, di Normandia e di Fiandra, col leone di Fiandra caricato di un pastorale d'oro posto in palo, al capo d'azzurro, caricato di una conchiglia d'argento, di una nave e di una stella a sei raggi dello stesso) |
|        | Petiville D'argent au lion de gueules accompagné de 3 feuilles de vigne de sinople posées 2, 1 (d'argento, al leone di rosso accompagnato da tre foglie di vite di verde poste 2, 1) |
|        | Pont-l'Évêque De pourpre aux deux boeufs d'or passant l'un sur l'autre, au chef cousu d'azur chargé de trois fleurs de lys aussi d'or (di porpora, ai due buoi d'oro passanti l'uno sull'altro, al capo cucito d'azzurro caricato di tre gigli del secondo) |
|        | Rots de gueules aux cinq léopards d'or rangés en deux pals, trois à dextre et deux à senestre (di rosso, a cinque leopardi d'oro ordinati in due pali, tre a destra e due a sinistra) |
|        | Saint-Sever-Calvados D'azur à trois gerbes d'or, deux en chef et une en pointe (d'azzurro, a tre covoni d'oro) |
|        | Sainte-Croix-sur-Mer d'or à la croix ancrée de gueules, au chef d'azur chargé chargé de trois étoiles du champ (d'oro, alla croce ancorata di rosso; al capo d'azzurro, caricato di tre stelle del campo) |
|        | Tierceville tranché : au premier de gueules à la croix tréflée d'or, au second d'or au dauphin d'azur crêté, barbé, loré, peautré et oreillé de gueules (trinciato: nel 1° d'oro al delfino spasimato d'azzurro, crestato, barbato, alettato, caudato e orecchiuto di rosso; nel 2° di rosso, alla croce trifogliata d'oro) |
|        | Tordouet de sable au sautoir d'argent cantonné de quatre aiglettes du même (di nero, alla croce di Sant'Andrea d'argento, accantonata da quattro alerioni dello stesso) |
|        | Touques de gueules au drakkar d'or sur une mer d'argent, surmontée d'un léopard aussi d'or, au chef cousu d'azur chargé d'une crosse accostée de deux fleurs de lys, le tout d'or (di rosso, al drakkar d'oro su un mare d'argento, sormontato da un leopardo anch'esso d'oro; al capo d'azzurro caricato da una croce pastorale accostata da due gigli, il tutto d'oro) |
|        | Trouville-sur-Mer D'azur à la barque trouvillaise équipée d'argent voguant sur une mer de sinople mouvant de la pointe, au chef de gueules chargé de trois étoiles d'or (d'azzurro, alla barca di Trouville fornita d'argento vogante su un mare di verde movente dalla punta, al capo di rosso caricato di tre stelle d'oro) |
|        | Villiers-le-Sec d'azur au chevron d'argent accompagné de trois glands d'or (d'azzurro, allo scaglione d'argento accompagnato da tre ghiande d'oro) |
|        | Vire (Calvados) de gueules à la flèche renversée d'argent accostée de deux tours du même maçonnées de sable, ouvertes du champ (di rosso, alla freccia rovesciata d'argento accostata da due torri dello stesso, murate di nero e aperte del campo) |